# Ribniško selo
Ribniško selo – wieś w Słowenii, w gminie miejskiej Maribor. W 2018 roku liczyła 301 mieszkańców. 